# Paul Pritchard
Pour les articles homonymes, voir Pritchard.
Paul Pritchard, né en 1967 à Bolton, est un des principaux grimpeurs et alpinistes britanniques des années 1980 et 1990. Victime d'un grave accident en 1998, il est aussi reconnu pour ses ouvrages, et est le seul auteur ayant reçu à deux reprises le Boardman Tasker Prize for Mountain Literature.

## Biographie
Il commence l'escalade à 16 ans dans le Lancashire dans le Nord-Ouest de l'Angleterre. Il réussit des ascensions remarquables dans les Wilton Quarries, à Anglezarke et à Hoghton, et joue un rôle essentiel dans le développement des sites d'escalade de Craig y Longridge et Thorn Crag, ainsi que de Malham Cove dans le Yorkshire du Nord.
En 1986 il s'installe à Llanberis au pays de Galles, grimpant dans les carrières de Llanberiset les falaises côtières de Gogarth. Il réussit des ascensions difficiles et exposées comme la Super Calabrese (E8 6b) à Gogarth. En 1990, il commence l'alpinisme, réalisant des ascensions difficiles en Himalaya, au Karakoram, en Patagonie, en Terre de Baffin, dans les Alpes et les montagnes Rocheuses.
Le vendredi 13 février 1998, il est gravement blessé à la tête par la chute d'un gros bloc lors de l'ascension du Totem Pole, un stack spectaculaire sur la côte de Tasmanie. Il devient hémiplégique et souffre de troubles de la parole et de la mémoire.
Il est l'auteur de trois livres : Deep Play (1997) sur ses escalades, Totem Pole (1999) sur son accident et sa récupération, et The Longest Climb (2005) qui continue le récit de sa récupération. Il a reçu le Boardman Tasker Prize for Mountain Literature pour Deep Play et Totem Pole, ainsi que le grand prix du Banff Mountain Book Festival pour ce dernier.

## Ouvrages
- Deep Play: A Climber's Odyssey from Llanberis to the Big Walls, Mountaineers Books, 1997
- Totem Pole: And a Whole New Adventure , Mountaineers Books 1999 
  - traduction française : Totem Pole, éditions Guérin, 2002
- The Longest Climb: Back from the Abyss, Robinson Publishing, 2005